# Barragem de Alqueva
A Barragem de Alqueva é uma barragem em arco portuguesa situada sobre o rio Guadiana próximo da localidade de Alqueva, que lhe deu o nome, da freguesia atual de Amieira e Alqueva, do município de Portel, e ligando, na margem oposta, à freguesia de Moura (Santo Agostinho e São João Batista) e Santo Amador, do município de Moura, na região do Alentejo. Começou a ser planeada a partir da segunda metade do século XX, ainda durante o período da Estado Novo, de forma a mitigar os problemas de falta de água na região, e desta forma desenvolver a produção agrícola. No entanto, só começou a ser construída após a Revolução de 25 de Abril de 1974, embora as obras tenham parado em 1978 devido aos elevados custos, que colocaram em causa a sua viabilidade do ponto de vista económico. Esta situação provocou protestos no Alentejo e no Algarve, as regiões que mais iriam ser beneficiadas pela barragem, mas só em 1995 é que os trabalhos foram reiniciados. Em 8 de Fevereiro de 2002 foram oficialmente fechadas as comportas na barragem, numa cerimónia que contou com a presença do primeiro-ministro, António Guterres, e em 5 de Maio de 2004 foi inaugurada a central eléctrica da barragem.

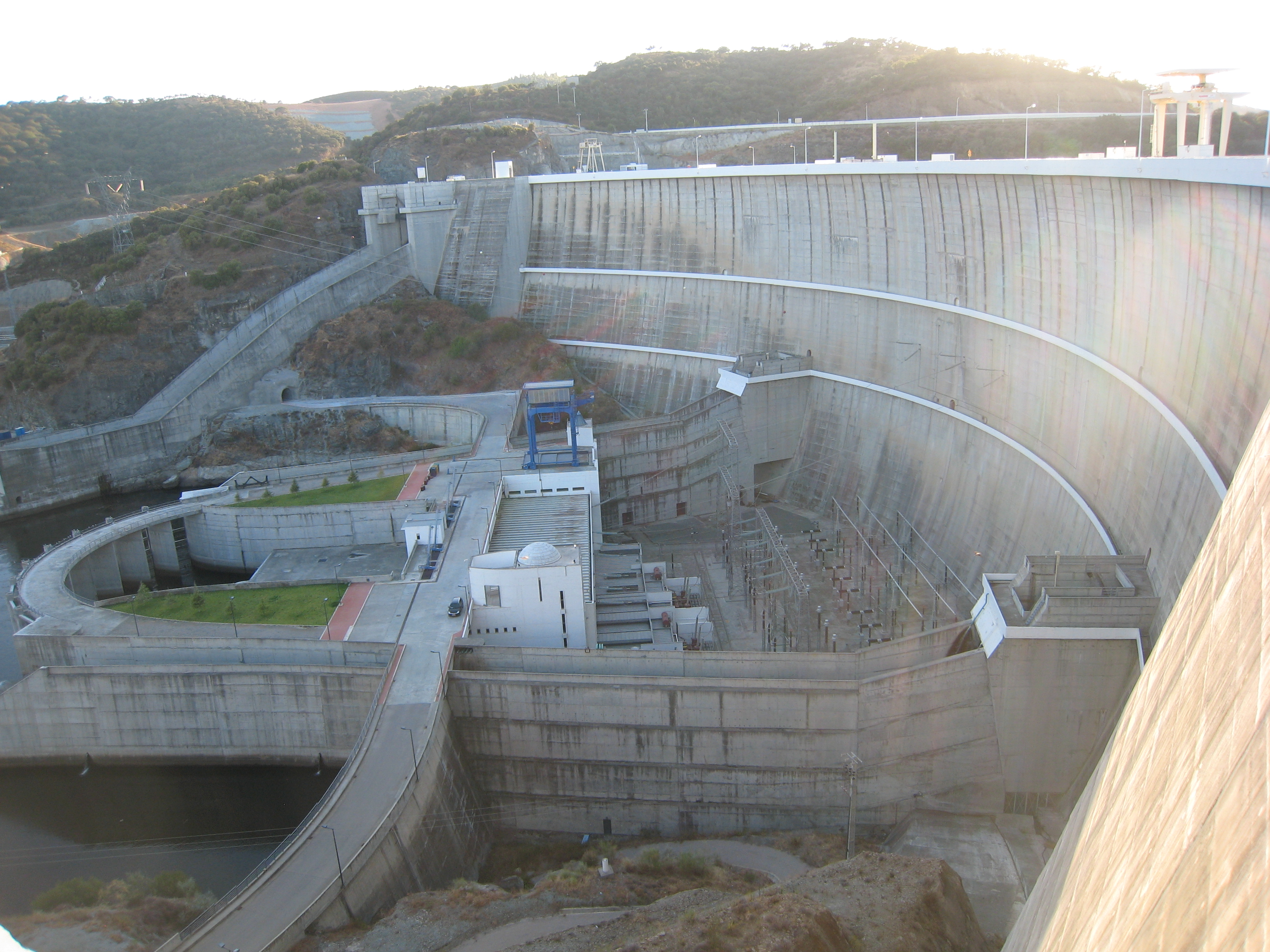
Central eléctrica do Alqueva I, entre os canais de descarga de meio fundo.

## Descrição

### Barragem e central eléctrica
A barragem represa principalmente o Rio Guadiana, embora o sistema do Alqueva receba igualmente as águas dos rios Degebe e Ardila, que têm a sua foz naquele tramo do Guadiana. Possui uma altura de 96 m acima da fundação e um comprimento de coroamento de 458 m. Na margem esquerda, junto à central eléctrica, situa-se o sistema para mantém o caudal ecológico, correspondente à quantidade de água que seria normal, e o equipamento para a transposição dos peixes, de forma a tentar preservar os habitats naturais do rio. A cerca de 23 km a jusante, no Rio Guadiana, encontra-se a Barragem de Pedrógão, que funciona como complemento à de Alqueva, servindo principalmente para recuperar os caudais utilizados na produção eléctrica da barragem principal.
A central eléctrica, conhecida como Alqueva I, situa-se entre os canais de descarga de meio fundo, estando equipada, em 2011, com dois grupos reversíveis de eixo vertical, que permitem turbinar ou bombear a água. As turbinas eram de tipologia Francis, e cada uma possuía um circuito hidráulico independente. Assim, cada grupo contava com uma área de tomada de água e uma conduta forçada, com 7 m de diâmetro e 103 m de comprimento. A potência era de 259,2 MW, produzindo a um ritmo anual de 400 GW por hora. O sistema de descarga incluía três descarregadores de cheias de superfície, um dos quais de descarga de fundo e outros dois de meio fundo, sendo a capacidade total de 9960 m³ por segundo. Na margem esquerda do rio situa-se uma central eléctrica com dois grupos geradores, que em 2011 tinham uma potência total de 10,4 MW, e uma produção média anual de 45 GW por hora. Em 2012 entrou ao serviço a segunda central eléctrica, denominada de Alqueva II, possuindo então dois grupos geradores reversíveis, formados por turbinas-bomba, que permitiram a duplicação da potência, de 260 para 520 MW. Nessa época, previa-se que a nova central iria ter uma produção anual média de 381 GWh, que seria suficiente para suprir as necessidades dos concelhos de Évora, Beja, Portel, Moura e Vidigueira. A energia produzida no complexo do Alqueva é transportada através de uma linha própria até à rede eléctrica nacional, podendo ser fornecida até Espanha e ao resto da Europa.

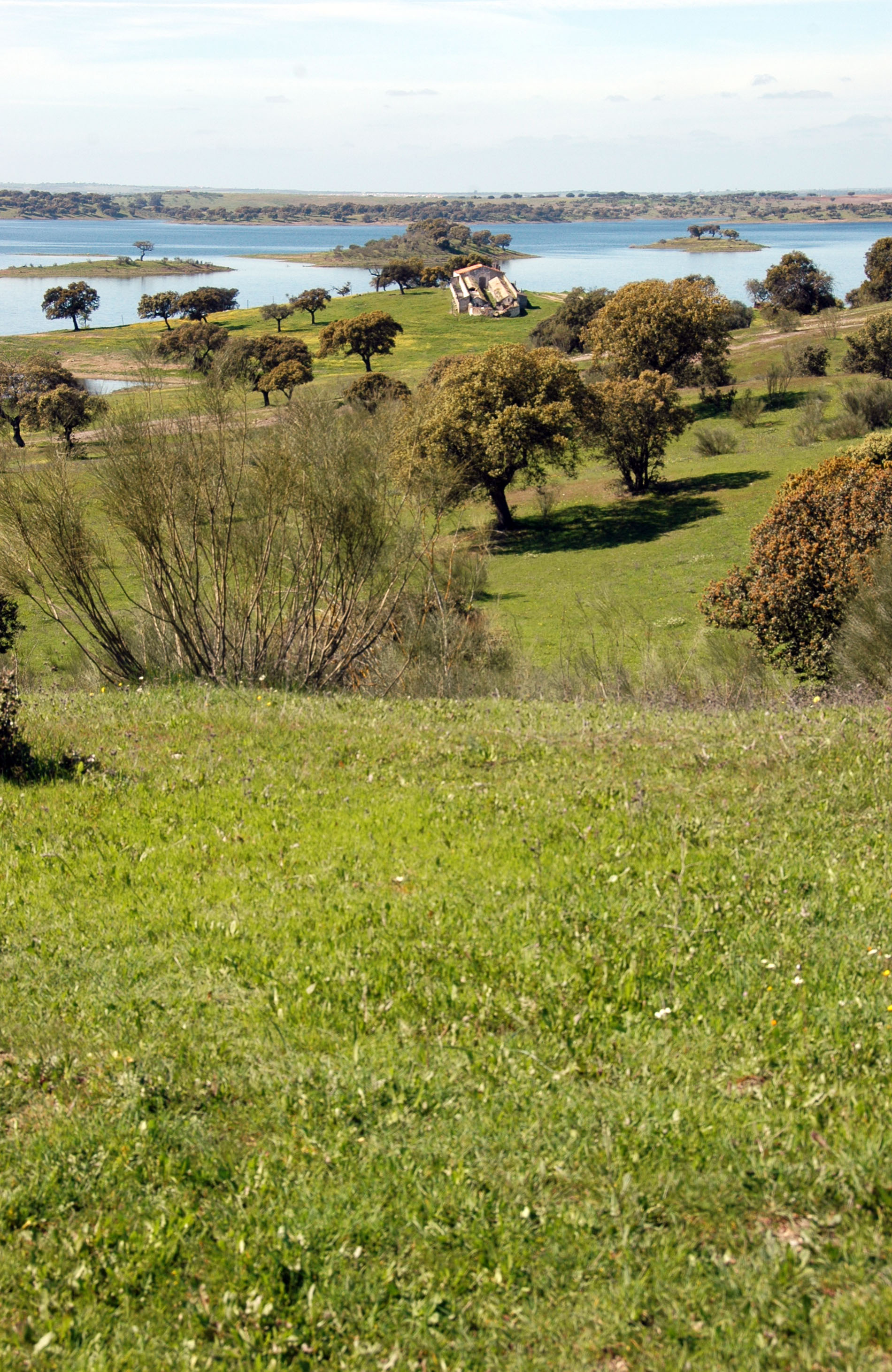
A paisagem em torno do grande lago do Alqueva.

### Albufeira e aldeia da Luz
A albufeira atinge, à cota máxima, os 250 km², sendo então o maior lago artificial da Europa Ocidental. Embora a maioria da albufeira esteja situada em Portugal, cerca de 35 km² localizam-se em território espanhol. Devido às suas grandes dimensões, a albufeira atinge os concelhos de Moura, Portel, Mourão, Reguengos de Monsaraz e Alandroal.
Embora a área inundada pela albufeira da barragem fosse principalmente composta por terrenos agrícolas, também ali se encontrava uma povoação, a aldeia da Luz, cujos 360 habitantes foram realojados numa nova povoação construída de raiz para este fim. O processo causou uma considerável polémica, tendo vários moradores criticado as novas casas, tanto do ponto de vista estético como em termos de dimensões. A arquitecta responsável pelo planeamento e coordenação das intervenções da Empresa de Desenvolvimento e Infraestruturas do Alqueva na nova aldeia da Luz, entre 1994 a 2003, foi Maria João Gaudêncio Simões George.

### Abastecimento de água
De acordo com a Empresa de Desenvolvimento e Infra-estruturas do Alqueva, uma das principais finalidades da barragem é de criar «uma reserva estratégica de água», algo de grande importância no Alentejo, que é considerada como uma das regiões mais secas da Europa. Assim, é considerado como o ponto principal de um vasto sistema de distribuição de água, tanto para abastecimento público como para a irrigação de campos agrícolas. Em 2011 o sistema de irrigação era composto por dezassete barragens intermédias, 326 km de canais e vários milhares de hidrantes de rega. Em 2022 irrigava uma área de cerca de 130 mil hectares, e fornecia água a duzentos mil habitantes.

## História

### Ditadura
Em meados do século XX, o governo da ditadura procurou desenvolver consideravelmente a produção agrícola do Alentejo, de forma a transformar a região no celeiro de Portugal, mas os programas estatais tiveram pouco sucesso, principalmente devido à pobreza dos solos e à falta de água, provocada pelas condições meteorológicas adversas na região. De forma a mitigar este último problema, foi lançado um ambicioso programa de regadio através de um sistema de barragens, baseado no Rio Guadiana. Assim, em 1957 iniciou-se o Plano de Rega do Alentejo, e em 1968 foi assinado o Convénio Luso-Espanhol para a utilização dos rios internacionais, que permitiu a instalação de uma barragem no Rio Guadiana. Porém, os elevados custos impediram o arranque das obras até à Revolução de 25 de Abril de 1974.

### Década de 1970
Assim, após o regresso à democracia continuou a ser organizado o Plano de Rega do Alentejo, incluindo a Barragem do Alqueva. A construção foi autorizada em 1975 pelo Conselho de Ministros, tendo os trabalhos preliminares começado no ano seguinte. A barragem teria sido a maior infraestrutura abrangida por aquele programa, que na década de 1970 previa o abastecimento de água a 140 mil hectares, aumentando consideravelmente a área total irrigada em território nacional. O programa de obras iria incluir a barragem hidro-eléctrica em si, situada na área do Outeiro da Palha, no concelho de Portel, além das infraestruturas acessórias, como a central elevatória, canais de rega e tomada de água. Seria a base de um complexo sistema de abastecimento de água, que também iria ser constituído por onze barragens suplementares e outras infraestruturas. O primeiro bloco de rega a ser beneficiado seria o do Baixo Alentejo, com ligação à Barragem de Odivelas, e depois o de Évora, com comunicação à Barragem do Monte do Seixo e ao Rio Divor, para ampliar a área de regadio em Arraiolos. Finalmente seria abastecida a área de Évora, através de um açude no Rio Degebe, e parte do Distrito de Portalegre. A produção de energia eléctrica seria feita, numa primeira fase, por três grupos turbina-bomba, com uma potência unitária de 110 MW, e numa fase final seriam acrescentados outros três grupos. A central elevatória para a rega contaria igualmente com cinco grupos, cada um com uma potência de 14 MW. Previa-se que a capacidade de produção seria de 490 GWh num ano médio, durante a fase inicial do regadio, mas que poderia decrescer para cerca de 300 GWh na quota correspondente à sua valia eléctrica. Iria igualmente formar a maior albufeira em toda a Europa, que teria 2 milhões de m³ de água, 98 km de comprimento e 1000 km de costa. Os seus benefícios não se iriam cingir à irrigação, tendo também um papel regulador nos recursos aquáticos, e iria permitir igualmente o abastecimento de energia eléctrica e de água às povoações e indústrias, tanto nas imediações como a maior distância, principalmente em Sines. Com efeito, tinha como principal finalidade resolver os graves problemas de falta de água na região, cujos recursos hídricos, incluindo os subterrâneos, eram manifestamente insuficientes para a procura agrícola, urbana e industrial. Desta forma, poderia-se fazer a introdução em larga escala de novas culturas, principalmente a beterraba-açucareira, e expandir a criação de gado.
O Decreto-Lei n.º 203-C/75, de 15 de Abril, determinou as bases gerais dos programas de medidas económicas de emergência, incluindo a designação de equipas técnicas para estudar vários grandes empreendimentos nacionais ou regionais, como o pólo industrial de Sines e a Barragem do Alqueva, no âmbito do Programa Nacional de Emprego. Em Janeiro de 1976, Manuel Faria criticou o empreendimento da Barragem do Alqueva numa carta enviada ao Jornal do Algarve, tendo questionado «se a Barragem de Alqueva, com um custo aproximado de vinte milhões da contos, à volta de 100 contos por cada hectare irrigável, tem a sua justificação. É que há várias razões a considerar: o terreno, naquelas zonas, não se presta a certas sementeiras de regadio, por influências climatéricas, o rural alentejano não está apto a tais sementeiras e, por outro lado, o País está com dificuldades financeiras». Em Maio desse ano, a revista 25 de Abril noticiou que o Ministro das Obras Públicas, Álvaro Veiga de Oliveira, tinha anunciado a implementação de um grande programa de obras públicas, que no campo dos aproveitamentos hidráulicos, iria incluir o início dos trabalhos preliminares para o Plano do Alqueva e a construção do açude do Degebe. Em Junho, a obra estava orçada em nove milhões de contos, dos quais a barragem em si custava cerca de quatro milhões de contos. Ainda nesse ano, foi formada a Comissão do Alqueva e iniciaram-se as obras preliminares da barragem.
O Decreto-Lei n.º 298/77, de 21 de Julho, criou o Gabinete Coordenador do Alqueva, que tinha como finalidade «promover, coordenar e garantir a execução, nos termos do presente diploma, das acções de aproveitamento das potencialidades hídricas e energéticas da bacia do Guadiana tendo em conta a necessidade de assegurar o desenvolvimento harmónico de todas as zonas afectadas directa ou indirectamente pela implantação do sistema de produção hidroagrícola». Em finais de 1977, o valor total da obra já tinha ascendido a doze milhões de contos. Em 1977 foi fundado o Gabinete Coordenador do Alqueva, sedeado em Beja, e que tinha como finalidade promover e regularizar as obras da barragem, e ao mesmo tempo coordenar as várias empresas e departamentos municipais ligados tanto à barragem em si como às infraestruturas de aproveitamento. Nesse ano previa-se que o primeiro regadio a ser abastecido pela barragem seria no Verão de 1983, e que a laboração dos grupos da central eléctrica iria começar entre 1984 e 1985. Em Novembro, já se tinham iniciado os trabalhos correspondentes à primeira fase de implementação da barragem. Segundo o artigo Energia: Produção e consumo, publicado na edição de Maio de 1978 da revista 25 de Abril, o governo ainda não tinha decidido sobre qual deveria ser a função principal da Barragem do Alqueva, se era destinado principalmente a fins agrícolas, ou à produção energética, prevendo-se que iria gerar cerca de 190 GWh por ano. A Barragem do Alqueva seria um dos grandes empreendimentos planeados pelo governo na década de 1970, que iriam ter um grande impacto na agricultura nacional.
Porém, as obras do Alqueva foram quase totalmente paralisadas durante o governo de Alfredo Nobre da Costa, pelo Despacho Normativo 326/78, de 18 de Novembro, que determinou que fosse revisto o empreendimento do Alqueva, no sentido de «reanalisar detalhadamente os pressupostos básicos do empreendimento, particularmente no que se refere às suas valias eléctrica e agrícola e à correcção da sua contribuição para o abastecimento da água a Sines». Esta decisão foi tomada no âmbito de estudos feitos pela empresa EDP - Electricidade de Portugal, levando à necessidade de «reanalisar, com critério actual, a quota-parte do custo da barragem do Alqueva correspondente à valia eléctrica, aspecto que necessita ser esclarecido definitivamente», e de um estudo sobre a valia agrícola, onde se chegou à conclusão que «qualquer que seja a quota-parte do custo da barragem do Alqueva afecta à agricultura, o sistema de rega conduzirá provavelmente a custos de água muito elevados, tendo em conta os actualmente praticados nos perímetros regados já existentes». Além disso, «o estudo detalhado dos solos encontra-se ainda bastante atrasado, o que, a par com outros factores, dificulta a análise do interesse económico a atribuir à produção agrícola potencial», e «a revisão do plano geral do empreendimento de Sines, envolvendo alterações significativas no calendário de lançamento de alguns projectos anteriormente considerados ou mesmo o seu eventual cancelamento ou adiamento, justifica o redimensionamento da contribuição do empreendimento do Alqueva para o abastecimento de água a Sines». Desta forma, «tudo aconselha pois a que o ritmo de dispêndios inicialmente previsto para o empreendimento do Alqueva seja condicionado à sua rigorosa avaliação económica e social e à mobilização dos recursos financeiros indispensáveis ao seu lançamento em moldes definitivos e ajustados», motivo pelo qual se determinou a quase total paralisação das obras até ao final de 1979, e a realização dos estudos. Este diploma foi duramente criticado, principalmente no Alentejo, tendo a Assembleia Distrital de Beja aprovado uma moção onde se considerou a decisão do governo como «ultrapassada e inaceitável», e «atentatória que é da realidade social e económica e mesmo politica do Alentejo», afirmando que «numa obra em pleno desenvolvimento, com mais de 500 pessoas em activídade, irreversível, a imposição de uma solução de continuidade parece-nos erro inaceitável, além de atentório à precária economia nacional». O jornalista Amílcar Cravo, num artigo publicado na edição de 9 de Fevereiro de 1979 do Jornal do Algarve, também denunciou a medida, devido aos «malefícios que a paralisação do empreendimento» iria provocar na «vida económica e social da nossa Província». Defendeu a construção da barragem principalmente devido à sua importância para o abastecimento de água, alegando que os recursos aquáticos subterrâneos estavam «a atingir o fim», e que eram «insuficientes para as necessidades do consumo», e que o aproveitamento das águas superfícies seria indispensável para alimentar o desenvolvimento urbano, turístico e agrícola no Alentejo e Algarve.

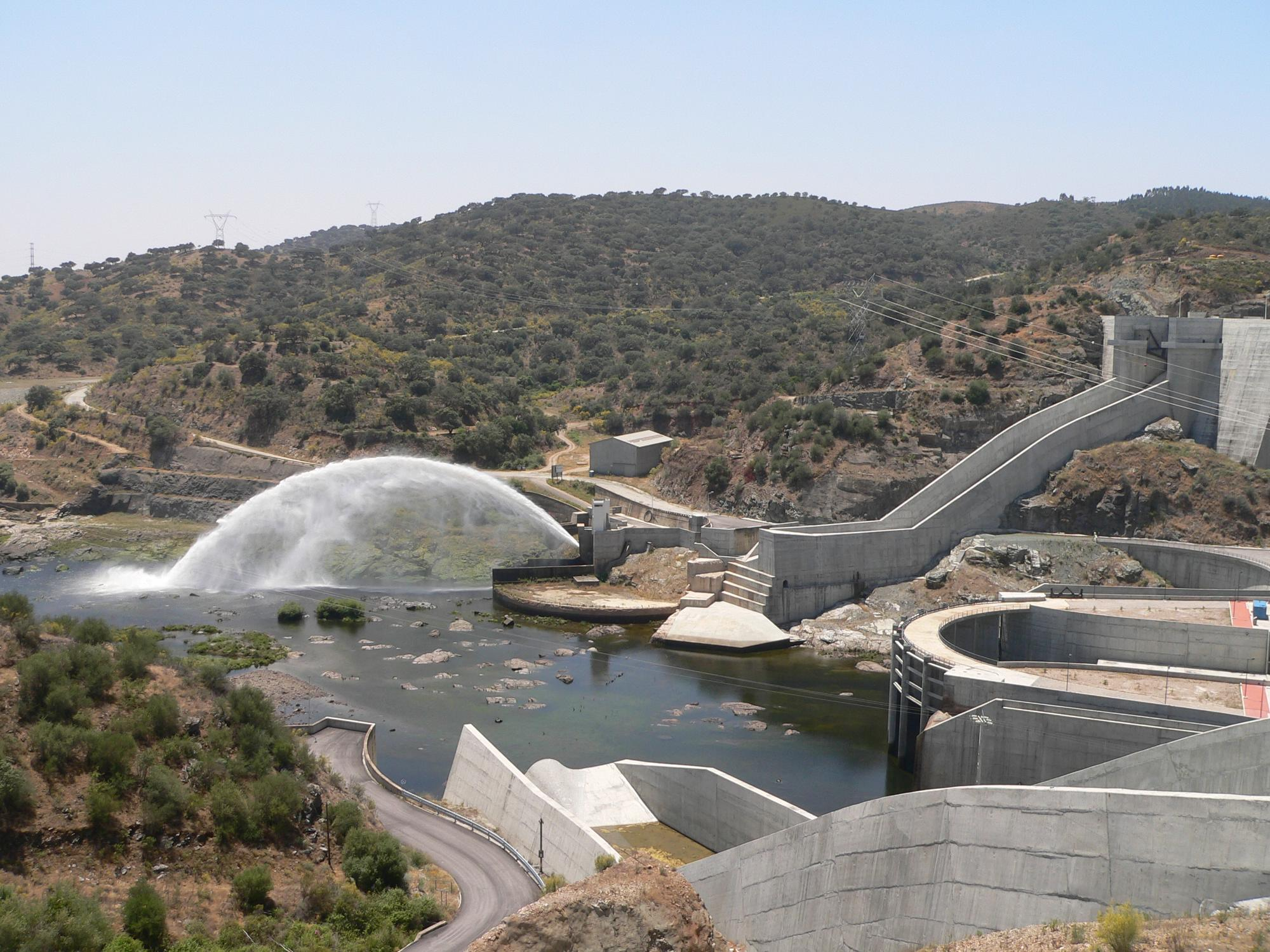
Vista a jusante da barragem, em 2005.

### Década de 1980
Em Janeiro de 1980, a revista 25 de Abril noticiou que já tinha sido aberto o túnel que iria ser utilizado no desvio das águas do Guadiana, como parte das obras de instalação da Barragem do Alqueva, e apontou que até então já tinham sido investidos cerca de um milhão e quinhentos mil contos naquele investimento. Transcreveu igualmente uma reportagem do Governador Civil de Beja ao jornal Diário do Alentejo, onde afirmou que já tinham sido terminados os estudos eléctricos relacionados com a barragem, e que em breve iriam ser concluídos os estudos agrícolas. Em Fevereiro desse ano, a revista 25 de Abril reportou que a Universidade de Évora estava a preparar um estudo do impacto ecológico que a barragem do Alqueva e das aptidões agrícolas dos terrenos, no âmbito de um programa de apoio às populações nas regiões meridionais do país. Em Setembro de 1980, a Frente Republicana e Socialista realizou um grande comício em Faro, como parte da sua campanha para as eleições desse ano, durante o qual criticou a Aliança Democrática, afirmando que caso aquela coligação vencesse iria prosseguir as suas políticas prejudiciais à economia portuguesa, incluindo o «bloqueio das grandes obras de interesse nacional, como a barragem de Alqueva». No dia 6 desse mês foi organizada na vila de Moura a primeira edição do encontro Prosseguir o Alqueva para Desenvolver o Alentejo e o País, durante a qual foi criticada a forma como as obras da barragem continuavam paralisadas, alegando que «não prosseguir Alqueva é atentar contra a economia nacional e impedir o desenvolvimento económico do País e prejudicar os interesses do Povo Português», tendo-se feito a acusação que «todo o processo de ataque ao empreendimento com vista à sua suspensão foi preparado durante governos anteriores de acordo com imposições das organizações internacionais de financiamento (Banco Mundial e FMI)». Foram decididas várias medidas a favor da barragem, incluindo exigir ao governo que reiniciasse imediatamente as obras, e a criação de uma Comissão de Defesa do Alqueva. Esta entidade, posteriormente convertida na Associação de Defesa de Alqueva, estava sedeada na Casa do Alentejo, em Lisboa, e foi durante vários anos um relevante promotor da construção da barragem.
Em 7 de Novembro de 1980, o Jornal do Algarve noticiou que o conselho de ministros tinha aprovado as bases para a construção da Barragem do Alqueva e da sua central hidroeléctrica, permitindo a continuação das obras. Esta medida foi introduzida principalmente devido ao aumento previsto nos preços do petróleo, impulsionando desta forma o interesse na barragem como produtora de energia eléctrica. Com efeito, segundo estas novas determinações, a barragem deixaria de ter como principal finalidade o abastecimento de água para irrigação. Até então já tinham sido gastos cerca de dois milhões de contos na barragem. Porém, a decisão de retomar as obras foi denunciada por membros do Partido Popular Monárquico, que ameaçaram avançar com uma moção de censura. Pouco tempo depois, os deputados Luís Coimbra, do PPM, e Sousa Tavares, da Aliança Democrática, apresentaram a obra Livro Negro do Alqueva à imprensa, prevendo-se então que o livro seria em breve apresentado no Palácio de São Bento. Os dois deputados criticaram a forma como o governo «aprovou à pressa» o empreendimento, baseado em más informações, tendo os principais motivos apontados contra a construção sido a tipologia do convénio com Espanha e a existência de planos para a instalação de uma barragem semelhante por parte do governo espanhol, e considerações ácerca dos caudais afluentes a Alqueva, tendo sido igualmente sugerido um plano alternativo a Alqueva, que previa a construção de 106 barragens de pequena e média dimensão.
Em 25 de Março de 1984 teve lugar em Moura a segunda edição do encontro Prosseguir o Alqueva para Desenvolver o Alentejo e o País, durante o qual foi produzido um manifesto a favor da barragem, referindo que «Alqueva tem de ser construído porque significa: desenvolvimento económico e social do Alentejo; garantia de abastecimento de água às populações; produção de energia; uma nova agricultura; garantia de emprego». Em 20 de Dezembro desse ano, o jornal Comércio de Portimão apontou a Barragem do Alqueva e o Plano de Rega do Alentejo como exemplos de empreendimentos que foram «estupidamente cancelados os seus trabalhos ou apenas criminosamente adiados para as calendas gregas», numa crítica às finanças públicas por parte dos sucessivos governos desde a revolução de 1974. No entanto, nos finais dos anos 80 o empreendimento do Alqueva continuava paralisado, tendo o jornal O Dia de 12 de Abril de 1988 apontado a barragem e o complexo industrial de Sines como exemplos do atraso provocado pela burocracia, recordando «que se têm arrastado ao longo dos anos e sobre eles não se vislumbra qualquer decisão».

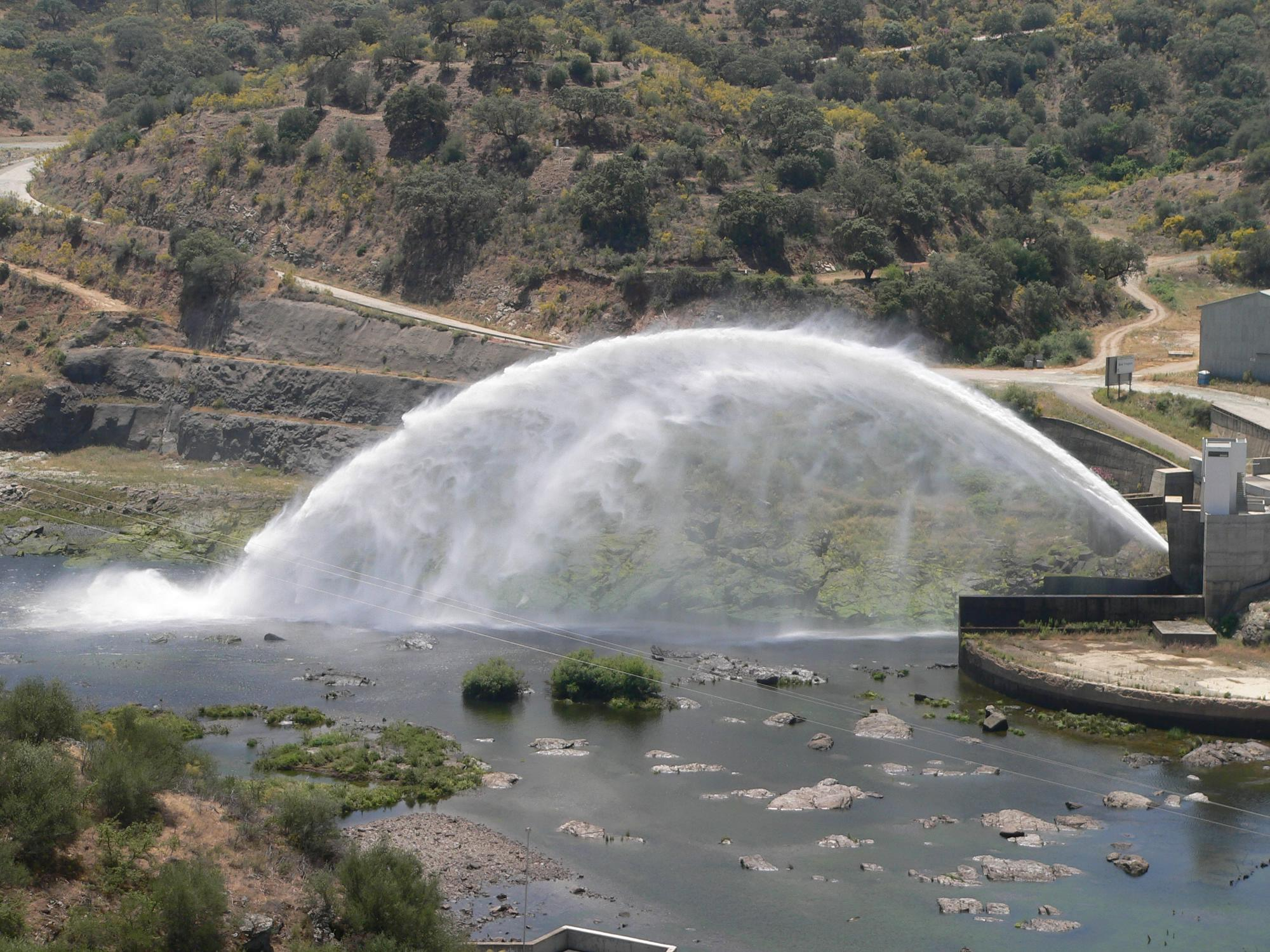
Descarregador em funcionamento, em Maio de 2005.

### Década de 1990
Só em 1993, durante o segundo governo liderado por Cavaco Silva, é que foi definitivamente reiniciado o empreendimento do Alqueva, por decisão do Conselho de Ministros. Esta medida integrou-se numa fase de grandes investimentos públicos em infra-estruturas, durante um período de estabilização política, iniciado em 1986, com governos de maioria absoluta do Partido Social Democrata. Nesse ano também foi formada a Comissão Instaladora da Empresa do Alqueva.
Em 4 de Outubro de 1994 foi publicada a Resolução do Conselho de Ministros n.º 97, que ordenou à Comissão de Coordenação da Região do Alentejo a elaboração do Plano Regional de Ordenamento do Território da Zona Envolvente da Albufeira do Alqueva, no sentido de determinar as «áreas de especial interesse microclimático, paisagístico, urbano-turístico, ricas em flora e fauna» no território envolvente da barragem. Entre 1994 e 1995 foi feito o Estudo Integrado de Impacte Ambiental. Em 1995 as obras foram retomadas, com as escavações da primeira fase, e nesse ano também foi criada a EDIA - Empresa de Desenvolvimento e Infra-estruturas do Alqueva, que tinha como incumbência ser responsável por todas as áreas ligadas ao empreendimento, incluindo do ponto de vista industrial, agrícola e hidroeléctrico. Em 1996 o governo manifestou a sua vontade de prosseguir a construção do Alqueva, mesmo que não recebesse fundos comunitários para tal, e nesse ano também foi adjudicada a empreitada principal para a instalação da barragem e da central eléctrica.
Em 1997 o empreendimento do Alqueva foi incorporado no Quadro Comunitário de Apoio 1994/1999, simbolizando um maior envolvimento por parte da União Europeia. No ano seguinte começaram os trabalhos de betonagem na barragem, e em 1999 foi adjudicada a empreitada para a construção da nova aldeia da Luz. Em 2000 foi adjudicada a empreitada para a instalação da Infraestrutura 12, situada no concelho de Ferreira do Alentejo, e que foi o primeiro bloco no Sistema Global de Rega.

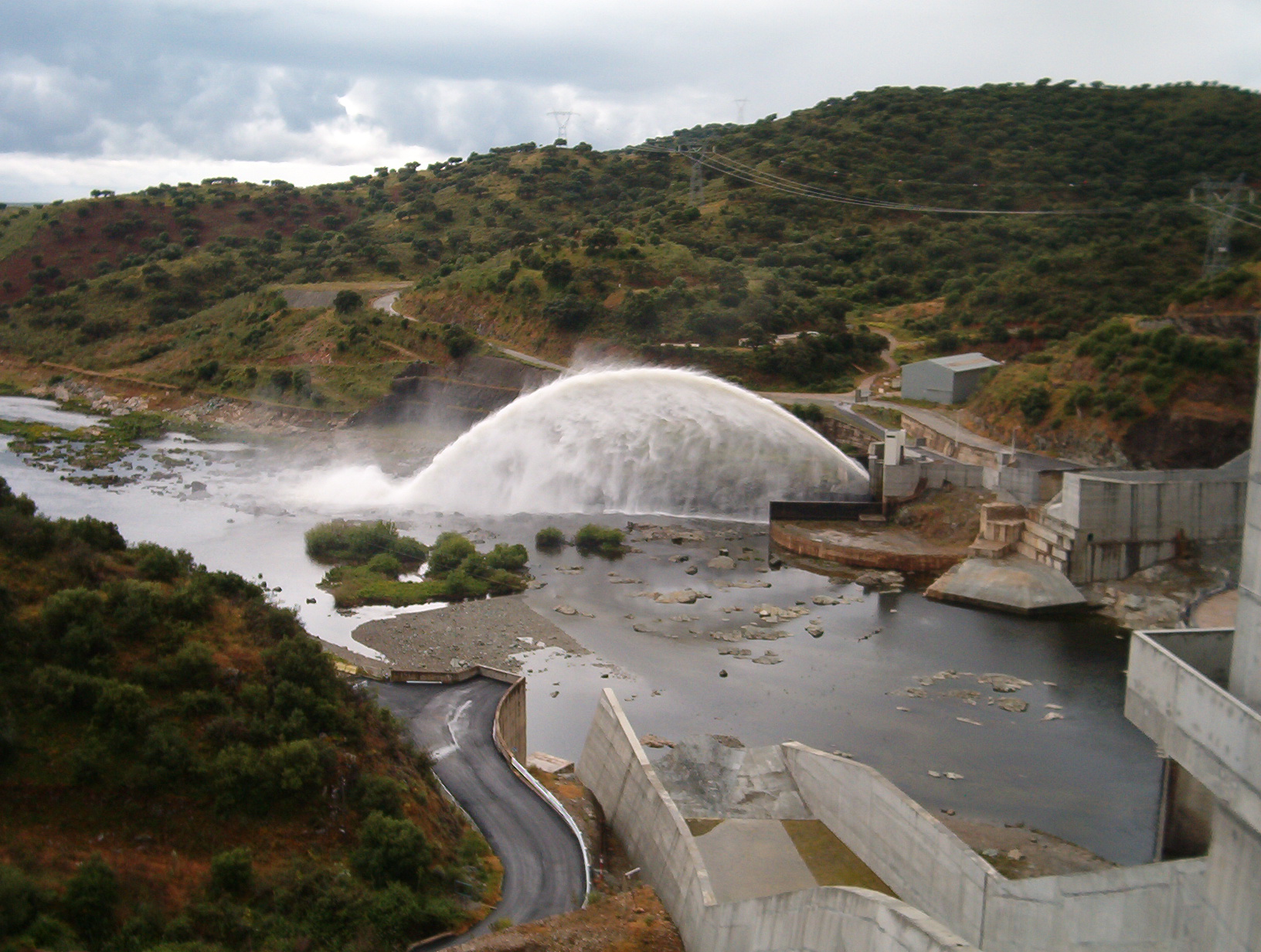
Barragem de Alqueva, em 3 de Fevereiro de 2002.

### Inauguração e primeiros anos
Em 8 de Fevereiro de 2002 foram oficialmente fechadas as comportas na barragem, de forma a iniciar o enchimento da albufeira. A cerimónia contou com a presença do primeiro-ministro, António Guterres, que no seu discurso afirmou que «Alqueva não é um mito e sim uma realidade», e um «símbolo do Portugal moderno e da vontade de ultrapassar obstáculos e da construção de um futuro». Salientou o seu importante papel no combate à desertificação e ao despovoamento, sendo um «pólo de atracção», e classificou a obra como um «compromisso de solidariedade nacional para com o Alentejo», em «rotura com os reduzidos volumes de investimento público no Alentejo». Ainda nesse ano foi inaugurado o primeiro bloco de rega, foi transladado o cemitério da aldeia da Luz, e iniciou-se o processo de realojamento para a nova povoação, inaugurada pelo primeiro-ministro, Durão Barroso. No ano seguinte foram realojados os últimos habitantes, tendo então a antiga aldeia sido desmantelada. Em 2003 foi inaugurado o Museu da Luz, situado nas imediações da barragem e da nova aldeia, e que tem como finalidade explicar as profundas alterações pelas quais passou a área de Alqueva, e preservar o património e a identidade cultural da região.
A central eléctrica da barragem foi inaugurada em 5 de Maio de 2004, numa cerimónia presidida por Durão Barroso. De acordo com a Empresa de Desenvolvimento e Infra-estruturas de Alqueva, a instalação da central e dos equipamentos custou cerca de 118 milhões de euros, financiados em cerca de 55% pela União Europeia, através do Fundo de Coesão. A central entrou em funcionamento ainda nesse ano, sob a gestão da Empresa de Desenvolvimento e Infra-estruturas do Alqueva, tendo em 2007 passado para o departamento de Produção do grupo Energias de Portugal. Nesse ano, foi apresentada a meta de 2015 para a conclusão dos trabalhos de instalação das infraestruturas de rega ligadas ao Alqueva, em vez de 2025 como estava originalmente previsto.
Em 30 de Julho de 2005, o jornal A Capital noticiou que o Partido Comunista Português tinha criticado a forma como o governo tinha autorizado a cedência de água da Barragem do Alqueva a Espanha, questionando as garantias dadas pelo Ministro do Ambiente que esta medida não iria prejudicar os interesses nacionais. Também nesse ano, o primeiro-ministro, José Sócrates, comprometeu-se a acelerar os investimentos nas vertentes da irrigação agrícola e do abastecimento de água. Em 2006 foi inaugurada a barragem de Pedrogão e a correspondente central hidroeléctrica. Em 2007, o governo e a Empresa de Desenvolvimento e Infraestruturas do Alqueva anunciaram que o empreendimento do Alqueva seria concluído em 2013, antes do previsto, e que dispunham dos fundos necessários, estimados em 960 milhões de Euros.

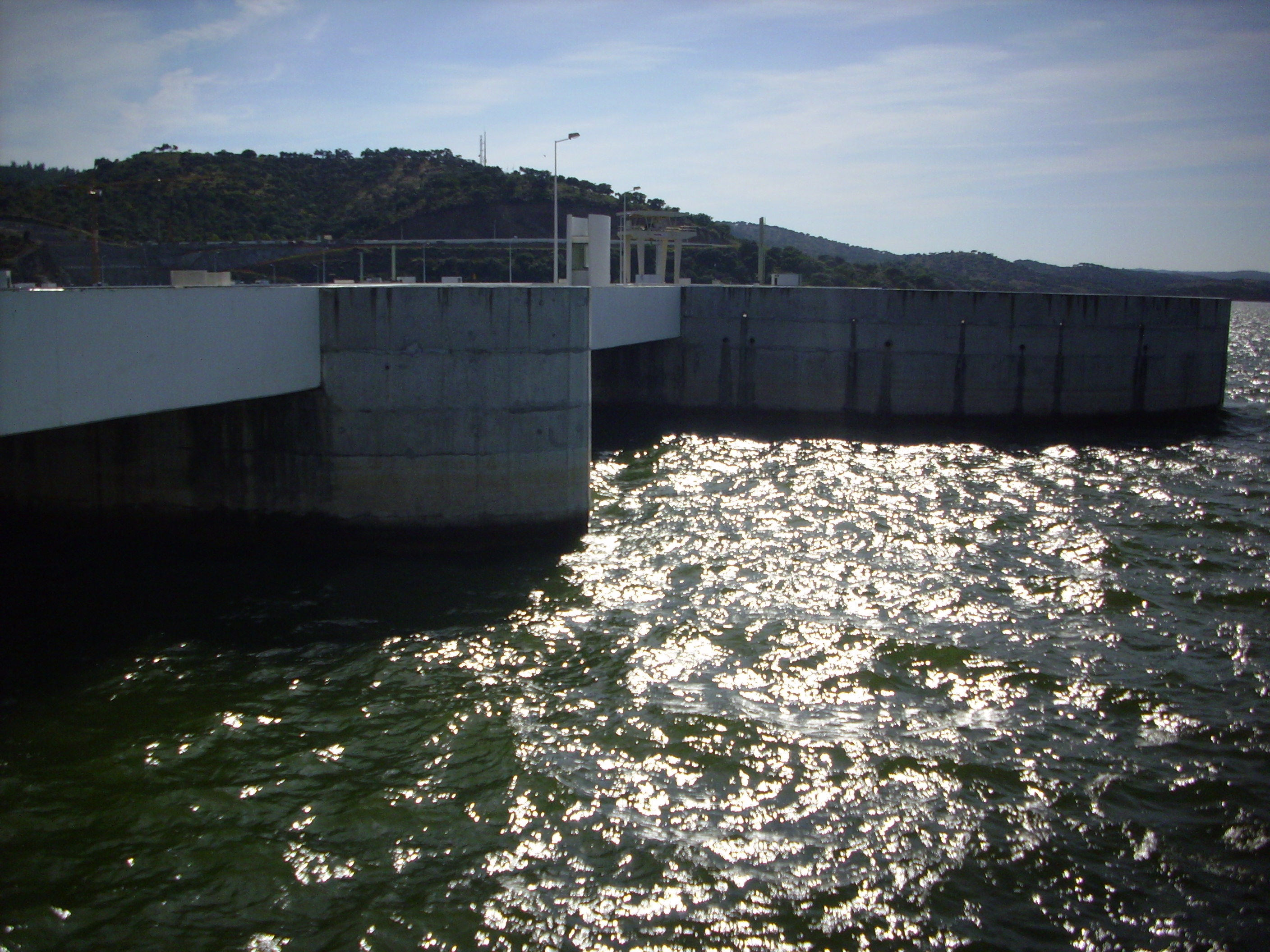
Vista da face montante da barragem, em 2011.

### Década de 2010
Em 2010 a albufeira atingiu um nível de água de 91%, e em Janeiro de 2012 alcançou a cota máxima, aos 152 m. Nesse ano foram terminadas as obras de ligação entre a albufeira principal do Alqueva e cinco albufeiras secundárias para o abastecimento ao público, permitindo desta forma um considerável reforço na distribuição de água a treze concelhos nos distritos de Évora e Beja, abrangendo cerca de duzentas mil pessoas. Em 2011, previa-se que todo o sistema de aproveitamento das águas do Alqueva, que inclui as barragens secundárias e os outros equipamentos necessários para irrigar uma área de cerca de 110 mil hectares, iria ter um custo aproximado de 2,1 mil milhões de Euros. Devido ao elevado dispêndio que seria necessário para completar este sistema, o empreendimento do Alqueva foi criticado pelos escritores Pedro Almeida Vieira e Soraia Ramos na obra Rio Guadiana / Barragem do Alqueva, onde foi classificado como um poço sem fundo [...] que absorve fundos sem fim», afirmando que o valor total da construção «dificilmente se recuperará, mesmo tendo em conta as outras valências, designadamente a componente de energia elétrica, o turismo e até o abastecimento doméstico, se a qualidade da água permitir». Os autores citaram um estudo da operadora EDIA, onde se previa que «até ao final da concessão, as perdas económicas acumuladas atinjam 826,6 milhões de euros, tendo em conta o saldo resultante da atividade de venda de água, retirados os custos e e o valor investido». Nesse ano, estavam em instalação os perímetros de rega, com cerca de dez mil hidrantes, cuja conclusão estava prevista para 2013.
Além da sua função principal ligada ao regadio, também existia um forte interesse no potencial da barragem como produtor de electricidade, apesar das infraestruturas neste caso serem privadas. Em 2011, previa-se que quando fossem concluídas as obras de reforço então em curso, e feita a articulação com o contraembalse de Pedrógão, o complexo do Alqueva iria ser equipado, até aos finais desse ano, com um grupo de geradores que permitiriam uma produção total de 480 MW. Desta forma, iria ser a segunda barragem com a maior potência instalada em território nacional, inferior apenas à do Alto Lindoso, e seria uma das dez maiores centrais hidroeléctricas no país, em termos de produção líquida de electricidade. A presença da grande albufeira do Alqueva também despertou um grande interesse do ponto de vista do turismo. Nesse ano estava em construção uma nova central eléctrica de reforço na margem direita do Guadiana, denominada de Alqueva II, e que iria permitir uma duplicação do número de grupos, que passariam a ser de quatro, e um aumento na produção média anual de 400 para 718 GWh. A nova central iria ter um circuito hidráulico subterrâneo, com 387 m de extensão. A instalação do Alqueva II envolveu um investimento total de cerca de 171 milhões de Euros, prevendo-se então que iria entrar ao serviço em 2012. Ainda em 2011 foi terminada a instalação das cinco centrais mini-hídricas, e em 19 de Outubro de 2012 entrou ao serviço a nova central hidroeléctrica, denominada de Alqueva II.
No início de 2015, entre investimento público e privado o projeto de regadio de Alqueva mobilizou já €4 mil milhões, a que se irão juntar mais €1000 milhões até 2020, nomeadamente potenciados pelos apoios da Comissão Europeia. Quanto ao impacto no mercado de trabalho, entre empregos criados de forma direta e induzidos indiretamente pelos projetos desenvolvidos em Alqueva, a EDIA estima que se possa estar no patamar dos 20 mil postos de trabalho. Em 2022, o investimento total no empreendimento do Alqueva já tinha alcançado os 2.427 milhões de Euros. Nesse ano estava previsto um aumento no número de hectares regados por esta barragem, passando de 130 mil a 150 mil hectares. Em 2016, foram oficialmente concluídas as infraestruturas correspondentes à primeira fase do empreendimento, correspondentes à irrigação de cerca de 120 mil hectares, e nesse ano a albufeira da Barragem do Roxo começou a receber água oriunda do Alqueva, de forma a assegurar o fornecimento de água para rega e abastecimento público nos concelhos de Aljustrel e Beja.
Em 2017, o Conselho de Ministros determinou o arranque da segunda fase do empreendimento, que compreendia o abastecimento de água a cerca de 50 mil hectares, e a Barragem do Alqueva sido incorporada no Plano Nacional de Regadios, com a finalidade de ampliar a área de regadio. Em 2018, o Banco Europeu de Investimento e o Banco de Desenvolvimento do Conselho da Europa autorizaram o financiamento para a segunda fase, tendo as obras começado no ano seguinte. Também em 2019, a Empresa de Desenvolvimento e Infraestruturas do Alqueva anunciou um programa para a construção de um conjunto de dez centrais fotovoltaicas flutuantes, que seria o maior na Europa, e que envolveria um investimento de 50 milhões de Euros.

### Década de 2020
Em 2021 foram concluídas as obras dos blocos de rega de Évora, Viana do Alentejo e Cuba/Odivelas, que foram os primeiros da segunda fase do programa de rega, correspondendo a cerca de dez mil hectares.
Em 17 de Fevereiro de 2025, o governo anunciou que o Aproveitamento Hidroagrícola de Alqueva tinha sido classificado como obra de interesse nacional, sob a categoria I, que agrupa empreendimentos que foram responsáveis por transformações nas condições da exploração agrícola em grande escala. De acordo com a resolução do Conselho de Ministros, «as características únicas e a beneficiação de uma área tão expressiva tornam o Aproveitamento Hidroagrícola de Alqueva uma obra de interesse nacional, promovendo uma transformação profunda nas condições agrárias da região», afirmando que a classificação «evidencia a importância do projeto para o regadio a nível nacional» e «preenche a lacuna da ausência de uma classificação expressa desde a aprovação do Regime Jurídico das Obras de Aproveitamento Hidroagrícola». Nesse período, a barragem de Alqueva abastecia uma área de cerca de 120 mil hectares de regadio, dividida em doze concelhos.

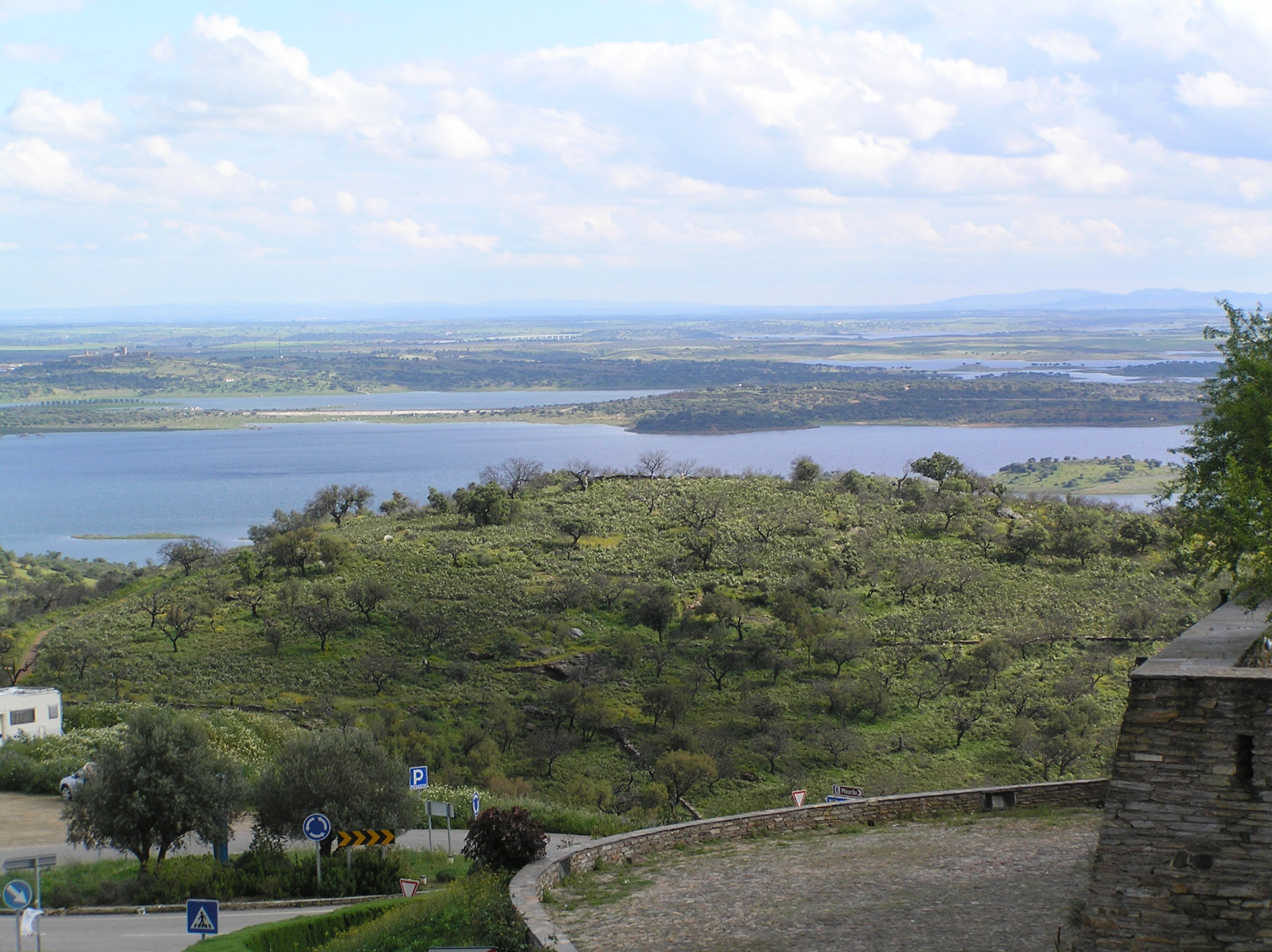
Vista da Barragem de Alqueva, a partir do Castelo de Monsaraz.

### Cronologia
- 1968 - Celebração do Convénio Luso-Espanhol para utilização dos rios internacionais
- 1975 - Aprovação pelo Conselho de Ministros da realização do projeto
- 1976 - Início das obras preliminares (ensecadeira/infraestruturas de apoio à obra)
- 1978 - Interrupção das obras
- 1980 - Resolução do Conselho de Ministros determina a retoma dos trabalhos
- 1993 - Decisão do Conselho de Ministros para retoma do Empreendimento
- 1993 - Criação da Comissão Instaladora da Empresa de Alqueva (CIEA)
- 1995 - Reinício dos trabalhos
- 1996 - Através da Resolução do Conselho de Ministros n.º 8/96, o Governo assume "avançar inequivocamente com o projeto" com ou sem financiamento comunitário
- 1996 - Adjudicação da empreitada principal de construção civil da barragem e central
- 1998 - Início das betonagens.
- 2000 - Adjudicação da empreitada para a execução do primeiro bloco de rega do Sistema Global de Rega
- 2001 - Início formal dos trabalhos de Desmatação e Desarborização da Albufeira
- 2002 - Encerramento das comportas e início do enchimento da albufeira (8 de fevereiro)
- 2002 - Abertura ao trânsito da estrada Portel/Moura sobre o coroamento
- 2004 - Inauguração da central hidroelétrica
- 2005 - Conclusão do contra-embalse (barragem de Pedrógão)
- 2008 - Início das obras de ampliação da Potência Instalada da Barragem.
- 2010 - Em 1 de janeiro, a albufeira de Alqueva regista o nível de água com a cota 150,17 metros acima do nível do mar, o que corresponde a 91 por cento da sua capacidade máxima. É o maior volume de água registado em Alqueva desde que as suas comportas foram encerradas.
- 2010 - Em 12 de janeiro o nível de água armazenada atingiu a cota máxima de 152 metros, um metro abaixo do nível de máxima cheia para que a albufeira está preparada. Trata-se de um volume de água armazenada de 4150 hectómetros cúbicos.
- 2012 - Em 19 de outubro o reforço de potência da central hidroelétrica de Alqueva, denominado de Alqueva II, injetou pela primeira vez eletricidade na rede elétrica nacional. Tratou-se de um investimento de cerca de 190 milhões de euros.[9]
- 2013 - Em 23 de janeiro a EDP inaugurou a central hidroelétrica Alqueva II.[39]

## Leitura recomendada
- AMADOR, Hélder Caeiro Amador (2018). [Re]inventar Alqueva : do turismo de luxo dos resorts à reinvenção de um lugar com identidade. Lisboa: Livro Horizonte. ISBN 978-972-24-1890-4
- BARATA, Filipe Themudo;  et al. (2014). Alqueva: paisagem como tema. Évora: Departamento de Arquitectura da Universidade de Évora. ISBN 978-989-95669-8-9
- WATEAU, Fabienne (2014). «Querem fazer um mar...»: ensaio sobre a barragem de Alqueva e a aldeia submersa da Luz. Lisboa: Imprensa de Ciências Sociais. ISBN 978-972-671-341-8
- Estudo dos impactes previsíveis do projecto de fins múltiplos do Alqueva na configuração dos recursos humanos do Alentejo. Lisboa: Observatório do Emprego e Formação Profissional. ISBN 978-989-638-031-1
- SOARES, António de Oliveira (2007). Alqueva: paisagem que muda: povo que espera. Lisboa: Arte Contempo
- SANCHES, Rui Sanches; PEDRO, José Oliveira (2006). Alqueva: empreendimento de fins múltiplos. Lisboa: Empresa de Desenvolvimento e Infra-Estruturas de Alqueva. ISBN 978-972-8666-10-1
- FIGUEIRA, Eduardo Figueira; COELHO, Isabel Gomes (2005). Alqueva e a agricultura familiar: o caso da freguesia da Amieira. Évora: ECO-Humanus, Associação para o Desenvolvimento dos Recursos Humanos. ISBN 972-99164-8-9
- SILVA, António Carlos (2002). Guadiana - Alqueva: património arqueológico, investigação e salvaguarda (1997-2002). Beja: Empresa de Desenvolvimento e Infraestruturas do Alqueva